# Ectopocynus
Ectopocynus és un gènere extint de mamífers carnívors de la família dels cànids que visqueren a Nord-amèrica des de l'Oligocè inferior fins al Miocè inferior, fa entre 16 i 33,3 milions d'anys. Se n'han trobat restes fòssils a Dakota del Sud, Nebraska i Wyoming (Estats Units). Tenien les dents premolars inferiors curtes i robustes, amb una sola cúspide, a diferència de la majoria dels altres hesperocionins. El nom genèric Ectopocynus significa ‘gos fora de lloc’ i es refereix a la seva morfologia dental inusual.